# Журавлёв, Василий Артёмович
Василий Артёмович Журавлёв (1913—2001) — подполковник Советской Армии, участник Великой Отечественной войны, Герой Советского Союза (1948).

## Биография
Василий Журавлёв родился 10 (по новому стилю — 23) января 1913 года в селе Катериновка (ныне — Марьинский район Донецкой области Украины). Рано остался без родителей, рос в детских домах. Окончил рабфак Днепропетровского железнодорожного института, после чего работал электрослесарем на шахте в Сталино. В 1937 году Журавлёв был призван на службу в Рабоче-крестьянскую Красную Армию. В том же году он окончил Ейское военно-морское авиационное училище, после чего был направлен служить на Дальний Восток. Участвовал в боях на Халхин-Голе. С июля 1941 года — на фронтах Великой Отечественной войны. Участвовал в боях на Украине в 1941 году, заброске диверсионных групп в Крым, Сталинградской битве, боях на Карельском перешейке, в Восточной Пруссии и непосредственно в самой Германии.
К концу войны майор Василий Журавлёв был штурманом 339-го бомбардировочного авиаполка 22-й гвардейской бомбардировочной авиадивизии (3-й гвардейский бомбардировочный авиационный корпус,18-й Воздушной армии) Авиации дальнего действия СССР. За время своего участия в боевых действиях он совершил 283 боевых вылета на бомбардировку важных объектов противника, фотографирование и разведку его позиций. Обучил штурманскому мастерству 19 лётчиков.
Указом Президиума Верховного Совета СССР от 23 февраля 1948 года за «образцовое выполнение заданий командования и проявленные при этом мужество и героизм» майор Василий Журавлёв был удостоен высокого звания Героя Советского Союза с вручением ордена Ленина и медали «Золотая Звезда» за номером 5809.
После окончания войны Журавлёв продолжил службу в Советской Армии. В 1954 году в звании подполковника он был уволен в запас. Проживал в Краснодаре, умер 19 января 2001 года.
Был также награждён двумя орденами Красного Знамени, орденом Отечественной войны 1-й степени, тремя орденами Красной Звезды, рядом медалей.